# Krokodilpockenvirus
Das Krokodilpockenvirus (englisch [Nile] Crocodile pox virus, NCPV; Spezies Crocodylidpoxvirus nilecrocodilepox)
führt bei verschiedenen Krokodilarten zu Hautläsionen, die zwar nur selten tödlich sind, aber mit einer hohen Morbidität einhergehen. Die Krokodile leiden unter erhabenen, braunen Geschwüren auf dem Bauch, dem Kopf und der Mundhöhle. In Krokodilfarmen führt die Krankheit zu bedeutenden finanziellen Einbußen. Die Spezies Crocodylidpoxvirus nilecrocodilepox ist derzeit (Stand Mai 2024) monotypisch (die einzige) in ihrer Gattung.

## Klinik
Die jungen Krokodile leiden stark unter den Hautläsionen. Mögliche weitere Folgen der Infektion sind entzündete Augen, Rhinitis (mit möglichem Erstickungstod), und verzögertes Wachstum. Erwachsene Tiere sind asymptomatisch.

## Betroffene Arten
Folgende Krokodilarten sind von der Krokodilpocken, ausgelöst durch Viren der Gattung Crocodylidpoxvirus betroffen:
- Caiman crocodilus, Unterart C. c. fuscus
- Crocodylus niloticus, das Nilkrokodil
- Crocodylus porosus, das Salzwasserkrokodil
- Crocodylus johnsoni, das Süßwasserkrokodil

## Mikrobiologie
Das Virus ist wie alle anderen Pockenviren ein doppelsträngiges DNA-Virus. Es besitzt vermutlich 173 Gene im 190.000 bp (Basenpaare) großen Genom. Mit 100–200 nm Durchmesser sind die Partikel deutlich kleiner als die Pockenviren von Wirbeltieren und Insekten.
Einige Gene des Krokodilpockenvirus wurden bislang (Stand 2006) erst in einem einzigen weiteren Virus entdeckt – nämlich in jenem, welches bei Menschen die Hautkrankheit Molluscum contagiosum auslöst (Molluscum-contagiosum-Virus, MOCV, Spezies Molluscipoxvirus molluscum, ebenfalls in der Unterfamilie Chordopoxvirinae). 
Eine genetische Analyse anhand des Salzwasserkrokodilpockenvirus (SwCRV) zeigte, dass die Gene für die virale DNA-Polymerase und die DNA-Topoisomerase jenen der Vogelpockenviren (Gattung Avipoxvirus, ebenfalls aus der Unterfamilie Chordopoxvirinae) am stärksten ähneln; z. B. dem Erreger der Sturmtaucher-Pocken (englisch shearwaterpox) – das Shearwaterpox-Virus ist ein Virus der Spezies Avipoxvirus canarypox.

## Systematik
Systematik um das Krokodilpockenvirus nach ICTV und NCBI:
Unterfamilie Chordopoxvirinae
- Gattung Crocodylidpoxvirus (crocodile pox virus, CRV, Krokodilpockenvirus)
  - Spezies Crocodylidpoxvirus nilecrocodilepox
    - Nile crocodilepox virus (NCPV, Nilkrokodilpockenvirus)
      - Nile crocodilepox virus Zimbabwe/Ume/2001

  - Spezies „Saltwater crocodilepox virus“ (Salzwasserkrokodilpockenvirus, Vorschlag)

- Gattung Avipoxvirus
  - Spezies Avipoxvirus canarypox
    - Canarypox virus
    - Shearwaterpox virus

- Gattung Molluscipoxvirus
  - Spezies Molluscipoxvirus molluscum
    - Molluscum contagiosum virus